# Adelheid Bernhardt
Adelheid Bernhardt (* 27. Juni 1854 in Puschwitz bei Torgau; † Juli 1915 in Dresden) war eine deutsche Schriftstellerin, Schauspielerin und Regisseurin.

## Leben
Bernhardt wuchs in Leipzig und Dresden auf, wo sie schon früh in Künstlerkreisen verkehrte. Im Jahr 1878 schloss sie sich als Schauspielerin dem Dresdener Ensemble-Gastspiel an, das sie von 1883 bis 1898 auch als Direktorin und Regisseurin leitete. In dieser Zeit spielte es unter verschiedenen Namen, so Dresdener Schauspiel-Ensemble, Dresdener Gesammt-Gastspiel und Dresdener Ensemble. Im Jahr 1890 trat die Truppe am Herzoglichen Hoftheater Altenburg auf und gab 1902 das letzte Gastspiel am Central-Theater in Dresden. Mitglieder des Dresdener Ensemble-Gastspiels waren unter anderem Pauline Ulrich und Ludwig Barnay. Gastspiele führten die Truppe auch ins Ausland, so nach Amsterdam und Österreich-Ungarn.
Als Schriftstellerin trat Adelheid Bernhardt vor allem mit biografischen Werken, die sich mit dem Theater oder der Oper beschäftigten, hervor. Sie starb 1915 in Dresden-Blasewitz.

## Werke
- Aus dem Dresdner Hoftheater. Biographische Skizzen. Pierson, Dresden 1882.
- Erinnerungsblatt an Hedwig Reicher-Kindermann nebst deren Briefe an eine Freundin. Pierson, Dresden 1883. (Digitalisat der ULB Münster)
- Künstler-Erlebnisse. Elischer, Leipzig 1891.
- Katharina Klafsky. Erinnerungen an eine Unvergessliche. Bruns, Minden 1896.